# Graffenrieda pedunculata
Graffenrieda pedunculata är en tvåhjärtbladig växtart som beskrevs av Henry Allan Gleason. Graffenrieda pedunculata ingår i släktet Graffenrieda och familjen Melastomataceae. Inga underarter finns listade i Catalogue of Life.